# Daa (Karatu)
Daa ist ein Verwaltungsbezirk (Ward) des Distrikts Karatu in der tansanischen Region Arusha.

## Geografie
Daa liegt im Norden von Tansania etwa 130 Kilometer westlich der Regionshauptstadt Arusha und östlich des Eyasisees. Der Süden des Bezirks liegt etwa 1200 Meter über dem Meeresniveau, nach Nordwesten steigt das Gebiet zum Makomba, einem Gipfel des Oldeani-Kraters, auf beinahe 3000 Meter an.
Der Bezirk grenzt im Norden an die Bezirke Eyasi, Ngorongoro (Distrikt Ngorongoro) und Oldeani, im Nordosten an Ganako, im Osten an Qurus, im Süden an Endabash und Baray und im Westen an Endamaghang.
Daa hat eine Fläche von 238 Quadratkilometern. Bei der Volkszählung 2022 lebten hier 13.561 Menschen in 3122 Haushalten.

## Gliederung
Der Bezirk besteht aus vier Gemeinden (Mtaa) mit 19 Orten (Kitongoji):
| Changarawe - Comworks - Tloma - Intsi - Sableta | Endashangwet - Wagh’asi - Kati - Chemchem - Segenge - Yudeck | Mang’ola Juu - Gendaryandi - Yudeck - Kitangw Doffa - Simhha A - Simhha B - Midabini | Makhoromba - Saidori - Endang’adi - Tloma - German |

## Wirtschaft und Infrastruktur
- Gesundheit: Im Bezirk gibt es zwei Apotheken, eine private in Endashangwet[7] und eine staatliche in Makhoromba.[8]
- Verkehr: Durch den Bezirk verläuft die nicht asphaltierte Nationalstraße T37, die bei Karatu von der T17 abzweigt und nach Singida führt.[9]